# Duncan Forbes
Duncan Forbes, Lord Culloden (Culloden, 1685 – Inverness, 1747), è stato un politico scozzese.
Deputato dal 1721 e lord advocate dal 1725, nel 1737 assunse la presidenza della Court of Session. Fedele alla corona inglese, fu nemico del conte di Cumberland.